# Конный спорт на летних Олимпийских играх 1960

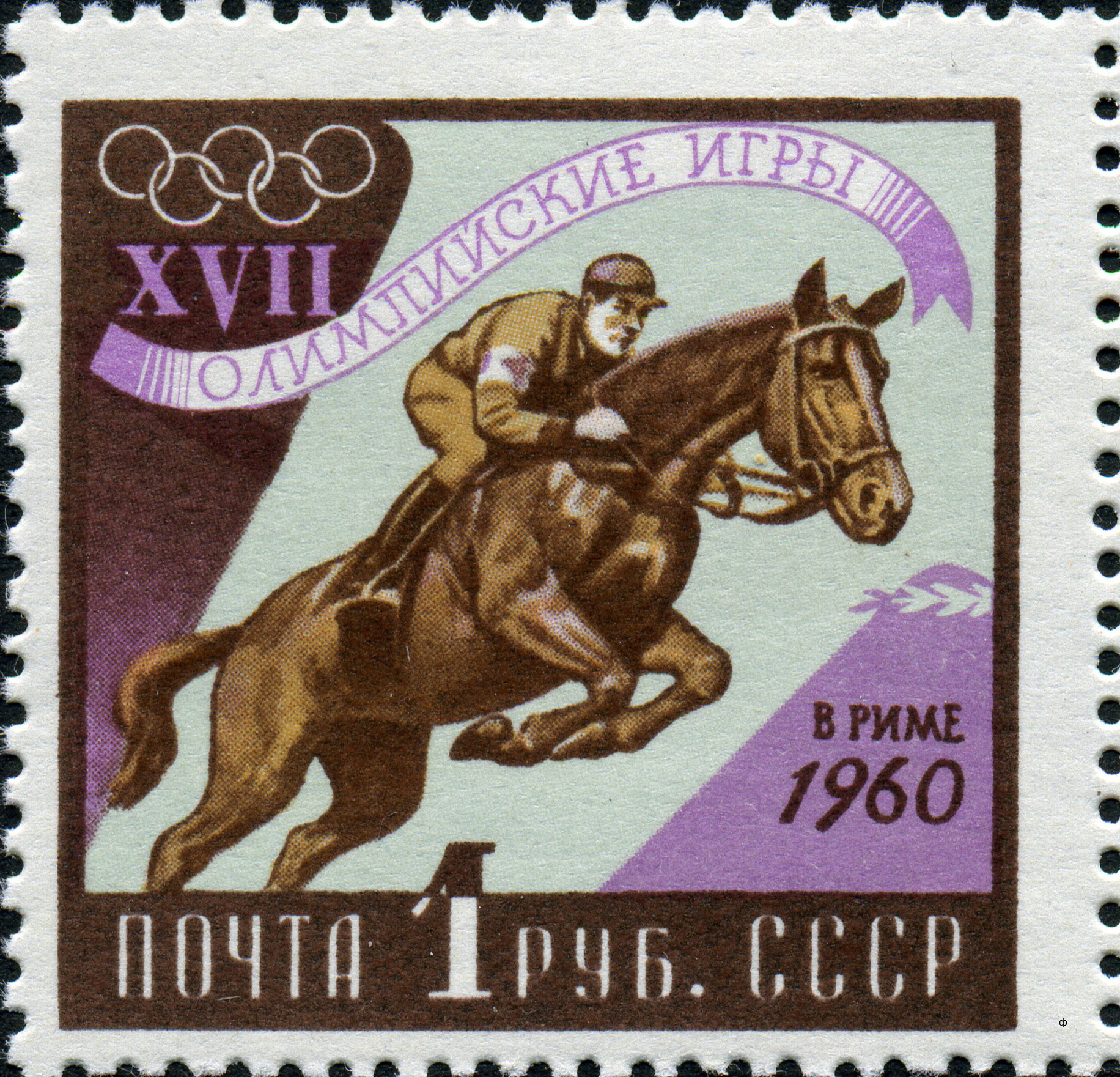
Почтовая марка СССР

На соревнованиях по конному спорту на летних Олимпийских играх 1960 года спортсмены состязались в выездке (личный зачёт), троеборье и конкуре (личный и командный зачёты).

## Общий медальный зачёт
| Место | Страна                          | Золото | Серебро | Бронза | Всего |
| ----- | ------------------------------- | ------ | ------- | ------ | ----- |
| 1     | Австралия                       | 2      | 1       | 0      | 3     |
| 2     | Италия                          | 1      | 1       | 1      | 3     |
| 3     | Объединённая германская команда | 1      | 0       | 1      | 2     |
| 4     | СССР                            | 1      | 0       | 0      | 1     |
| 5     | Швейцария                       | 0      | 2       | 1      | 3     |
| 6     | США                             | 0      | 1       | 0      | 1     |
| 7     | Великобритания                  | 0      | 0       | 1      | 1     |
| 7     | Франция                         | 0      | 0       | 1      | 1     |

## Медалисты
| Дисциплина                     | Золото                                                                                 | Серебро                                                       | Бронза                                                    |
| ------------------------------ | -------------------------------------------------------------------------------------- | ------------------------------------------------------------- | --------------------------------------------------------- |
| Выездка Личное первенство      | Сергей Филатов и Абсент СССР                                                           | Густав Фишер Швейцария                                        | Йозеф Некерман Объединённая германская команда            |
| Троеборье Личное первенство    | Лоуренс Морган Австралия                                                               | Нил Лэвис Австралия                                           | Антон Бюлер Швейцария                                     |
| Троеборье Командное первенство | Австралия · Лоуренс Морган · Нил Лэвис · Билл Ройкрофт                                 | Швейцария · Антон Бюлер · Ханс Шварценбах · Рудольф Гюнтхардт | Франция · Жак Ле Гоф · Ги Лефран · Жеан Ле Рой            |
| Конкур Личное первенство       | Раймондо Д’Инцео Италия                                                                | Пьеро Д’Инцео Италия                                          | Дэвид Брум Великобритания                                 |
| Конкур Командное первенство    | Объединённая германская команда · Ханс Гюнтер Винклер · Фриц Тидеман · Альвин Шокемёле | США · Фрэнк Чэпот · Уильям Стейнкраус · Джордж Моррис         | Италия · Раймондо Д’Инцео · Пьеро Д’Инцео · Антонио Оппес |